# Макаренко, Михаил Янович
Михаи́л Я́нович Мака́ренко (4 мая 1931, Галац, Румыния — 15 марта 2007, Вашингтон, США) — советский коллекционер, галерист и предприниматель, активно участвовал в диссидентском и правозащитном движении. Из-за своей деятельности подвергался гонениям со стороны властей СССР, был осуждён к лишению свободы и впоследствии вынужден эмигрировать. В эмиграции жил в США, занимался правозащитной деятельностью. Погиб в 2007 году: был убит на улице психически неуравновешенным незнакомцем.

## Детство, побег в СССР, война
Михаил Макаренко родился под именем Мойше Гершкович в 1931 году в еврейской семье в городе Галац, Румыния. В 1939 году в Румынии усилились антисемитские настроения, мальчик видел свастики на стенах, стал свидетелем еврейских погромов и принял решение убежать в СССР, где, как он считал, все равны и нет антисемитов. Убежать удалось со второй попытки, он сумел пересечь советскую границу на Днестре на грузовой барже, был задержан советскими пограничниками и больше никогда не возвращался в Румынию и не увидел своих родных, лишь много позже случайно узнав об их судьбе (его родители Янкель Гершкович и Малка Вайсман с сестрой пережили войну и в 1948 году репатриировались в Израиль, где отец умер в 1971 году). За год, проведённый в детском доме, он сумел в достаточной степени овладеть русским языком и в 1940 году поступил во второй класс русской школы в Бендерах. Одновременно он обнаружил, что бытовой антисемитизм существует и в Советском Союзе.
Весной 1941 года он окончил второй класс школы и убежал из детского дома в Бендерах, намереваясь попасть в РСФСР, но был задержан в Тирасполе. На этот раз он назвался Михаилом Голигорским и под этим именем был помещён в Тираспольский детский дом, где и встретил Великую Отечественную войну. Во время эвакуации Михаил сбежал из детского дома на фронт, став «сыном полка» — воспитанником в пехотной войсковой части.
Период 1941—1944 годов Михаил провёл в действующей армии на Северном Кавказе и в Закавказье, в мае 1942 года получил звание красноармейца и красноармейскую книжку на имя Михаила Ивановича Голигорского. За это время он был контужен, ранен, несколько раз попадал в госпитали в Пятигорске, Нальчике и Тбилиси. К этому времени относится процитированный им в своих воспоминаниях абзац из истории болезни в тбилисском госпитале «Рядовой Голигорский Михаил Иванович, 1930 года… Примечание: адрес родных и местожительство до войны записано: „не знает“. Основание истории болезни 879-ОВГ-367». Осенью 1944 года он был направлен из тыловой части тбилисского гарнизона в Московское суворовское военное училище.

## После войны, учёба и работа
Из Суворовского училища Михаил сбежал почти сразу, уехал в Донбасс и до 1948 года сменил несколько детских домов и мест учёбы и работы, побывав также в Грузии, Белоруссии, Смоленской области. В 1948 году Михаилу исполнилось 17 лет и он несколько раз пытался получить паспорт, указывая при заполнении документов свои настоящие имя, фамилию и место рождения. Рассказанная история всякий раз вызывала подозрения, и Михаил несколько раз терял работу и был вынужден скрываться от органов госбезопасности. Паспорт удалось получить только с третьего раза, в МВД Винницкой области, где ему выписали временный паспорт на фамилию Хершкович, несмотря на его просьбы написать настоящую фамилию (Гершкович) правильно. Обменять временный полугодовой паспорт на стандартный Михаилу удалось в Москве, где он прибег к хитрости, позвонив в отделение милиции якобы из вышестоящей инстанции.
В 1949 году за попытку съездить повидать родителей его исключили из комсомола и лишили советского гражданства. Михаил скрылся, испортил свой паспорт, удалив оттуда сведения о месте рождения и национальности, и обратился в милицию с просьбой о восстановлении паспорта. При восстановлении документа он сумел получить его уже с отметкой «русский» в графе о национальности. В 1951 году Михаил был призван на действительную военную службу, служил на Дальнем Востоке в авиационной части, некоторое время прослужил в Китае и Корее, демобилизовавшись в 1953 году.
В 1955 году Михаил женился на Людмиле Макаренко, забрал из детского дома и усыновил её сына Сергея, взял в браке фамилию жены и обосновался в Ленинграде. В 1955 году у них родилась дочь Ольга. В 1958 году брак был расторгнут, а дети, в том числе и родившаяся в 1958 году Елизавета, остались с отцом. Возможно, что развод в 1958 году был фиктивным, так как в 1965 году Макаренко рассказывал, что он строил дом вместе с тестем, православным священником, и что тесть настоял на том, чтобы он крестился. При расторжении брака суд оставил Михаилу фамилию жены и в дальнейшем он всегда представлялся как Михаил Янович Макаренко. Чтобы обеспечить себя и троих детей, Макаренко много работал, совмещал несколько работ, в том числе работал реставратором дворцовой мебели в Эрмитаже и реставратором икон в Ленинградской епархии. К этому же времени относится, по-видимому, и начало его деятельности по коллекционированию живописи.
Макаренко совмещал учёбу и работу, самостоятельно подготовился по программе 8-10 классов и в июле 1962 года поступил на заочное отделение философского факультета МГУ. Тогда же, в июле 1962 года на заводе железобетонных изделий, где работал Макаренко, рабочие переизбрали профсоюзный комитет и выдвинули руководству завода требования об увеличении зарплаты. Макаренко согласился возглавить новоизбранный протестный комитет, за что был уволен с завода, исключён из МГУ и впоследствии лишён возможности видеться с детьми.

## Коллекционер и галерист
В 1965 году московский художник Александр Семёнович Жигалко обратился к руководству Сибирского отделения АН СССР с предложением подарить свою коллекцию Сибирскому отделению. Предложение было принято, в качестве своего доверенного лица Жигалко представил Михаила Макаренко. В процессе передачи коллекции в галерею Дома учёных в Новосибирском академгородке Макаренко предпринял некоторые усилия, чтобы остаться в Новосибирске, и вскоре он и его помощник Вячеслав Родионов были приняты в штат Дома Учёных на должности слесарей-сантехников. Фактически Макаренко стал руководителем картинной галереи Дома. Присущая ему деловая хватка, энергия и любовь к мистификациям оставляли у большинства современников неоднозначное впечатление, лично знавшие сравнивали его с Остапом Бендером, одновременно отмечая его глубокую порядочность, целеустремлённость и организаторские способности.
Идея Макаренко, сообщённая им и одобренная руководством СО АН, заключалась в создании на базе Дома Учёных картинной галереи вне подчинения фурцевского Минкульта. В такой галерее можно было бы собрать и демонстрировать коллекцию русского авангарда, в котором Макаренко разбирался очень хорошо. Возможно, что на выбор Макаренко оказал влияние тот факт, что в Новосибирск была выслана вдова Эля Лисицкого и работал Николай Грицюк. По некоторым свидетельствам, Макаренко сумел убедительно создать у окружающих впечатление, что «добро» на галерею исходит из высших эшелонов КПСС и что у него есть в этих эшелонах личные связи. Первым событием галереи стала обещанная при дарении картин персональная выставка Жигалко, она открылась весной 1966 и не произвела особого впечатления. Но этой выставкой был дан старт деятельности галереи, далее подбор картин для выставок осуществлял Макаренко во взаимодействии с Советом картинной галереи (фактически, с председателем совета физиком Львом Розенфельдом, тоже крупным коллекционером). Безукоризненный вкус и эрудиция Макаренко и Розенфельда превратили галерею в заметное явление в культурной жизни СССР.
В 1966—1967 годах в Доме Учёных прошли выставки Николая Грицюка, Дмитрия Гриневича, Эля Лисицкого, Павла Филонова, Роберта Фалька, Михаила Шемякина и других художников. Выставки пользовались огромной популярностью как в Академгородке, так и за его пределами, в Новосибирск приезжали посетители со всей страны, в том числе многие известные деятели науки и культуры. Художники и их наследники охотно предоставляли сохранившиеся у них картины для экспозиции в галерее.
Несмотря на успех начинания, в том числе заметные сборы от продажи билетов, СО АН не смогла обеспечить должного административного оформления штата галереи и финансирования деятельности выставок и Макаренко был вынужден вкладывать в работу галереи собственные средства, продавая картины старых мастеров из личной коллекции, как в государственные музеи, так и через комиссионные магазины. В общей сложности он профинансировал расходы галереи из собственных средств более чем на 30 тысяч рублей, что было очень значительной суммой в СССР в 1966-67 годах. По-видимому, в процессе работы в галерее Макаренко находил пути возмещения этих расходов, документальных свидетельств об этом пока нет, но многие считали его очень состоятельным деловым человеком.

## Заключённый и правозащитник
В марте 1968 года состоялся Пленум ЦК КПСС, на котором руководство партии приняло решение сворачивать идеологические свободы «хрущёвской оттепели». Для Академгородка это выразилось в закрытии ряда молодёжных клубов и организаций, исключении причастных к их деятельности людей из комсомола и КПСС. Партийное руководство области сообщило Макаренко о прекращении выставочной деятельности, а руководство СО АН уволило его из штата и предложило закрыть галерею, сдать картины на склад и освободить служебную жилплощадь. Протесты студентов и преподавателей против закрытия галереи не произвели никакого впечатления на ответственных лиц в Новосибирске и в апреле 1968 года Макаренко был вынужден уехать обратно в Ленинград.
В Ленинграде Макаренко немедленно попал в поле зрения милиции: ему выписывали предупреждения о тунеядстве и одновременно увольняли с тех мест работы, которые ему удавалось находить. Это было обычной практикой органов внутренних дел для той поры применительно к диссидентам, предпринимателям, цыганам и другим маргинальным группам. Одним из вариантов избежать обвинения в тунеядстве был статус свободной профессии, но для этого было необходимо официальное членство в одной из профессиональных художественных организаций. 6 июня 1969 года Макаренко и его помощник Вячеслав Родионов были приняты в члены Ленинградского городского комитета художников. Позже председатель комитета показал на допросе по делу Макаренко: «На заседании Комитета был рассмотрен вопрос о принятии Макаренко М. Я. и Родионова В. С. в члены Горкома, на котором, после просмотра их творческих работ, они были приняты. Работы были выполнены на среднем техническом уровне, технически грамотно. В июне 1969 года Макаренко М. Я. было выдано отношение в архив кино-фото документов СССР в связи с его просьбой ознакомиться с документами, относившимися к жизни и деятельности В. И. Ленина. Он говорил, что делает работу к 100-летию Ленина».
В июле 1969 году Макаренко был арестован за участие во «всесоюзном движении „Труд за коммунизм“», очередной своей мистификации. По свидетельствам людей знавших Макаренко, у «движения» могло быть и другое название: «Параллельная Коммунистическая партия Советского Союза». От имени «движения» Макаренко писал письма в ЦК КПСС и в зарубежные компартии, оставаясь анонимным и доставляя изрядное беспокойство органам госбезопасности. Личность «лидера движения» была открыта случайно и хотя на самом деле в «движении» было всего два действительных члена: сам Макаренко и его помощник Вячеслав Родионов, но органы госбезопасности отнеслись к делу очень серьёзно. В сентябре 1970 года по обвинению в антисоветской агитации, незаконных валютных операциях, занятии частнопредпринимательской деятельностью и даче взятки Макаренко по приговору Московского городского суда получил восемь лет лишения свободы с отбыванием в колонии строгого режима, а Родионов — три года, причём оба приговора были вынесены «с конфискацией имущества» . Во время предварительного заключения Макаренко сумел на основании материалов своего уголовного дела написать и переправить на волю биографическую хронику «Из моей жизни», изданную в 1974 издательством «Посев» в Франкфурте.
Изучая материалы своего уголовного дела и дела товарищей по заключению, Макаренко обнаружил, что непрофессионализм следствия и суда часто оставлял много возможностей для оспаривания вынесенных приговоров. И Макаренко писал и помогал товарищам писать множество жалоб и заявлений по найденным им основаниям, требуя пересмотра уголовных дел и отмены вынесенных приговоров. В некоторых случаях эта деятельность приводила к успеху и ему удавалось сокращать сроки заключения своих товарищей на годы.
В заключении Макаренко познакомился с многими известными диссидентами и пользовался в лагерной среде большим уважением за организаторские и коммуникативные способности и умение использовать официальные правила в свою пользу. По-видимому именно Макаренко ввёл в обиход мест заключения новую форму коллективного сопротивления заключённых: массированное написание жалоб и заявлений. Во время одной из кампаний, проведённых Макаренко в лагере, все заключённые должны были писать и отправлять не меньше пяти жалоб ежедневно.

## В эмиграции

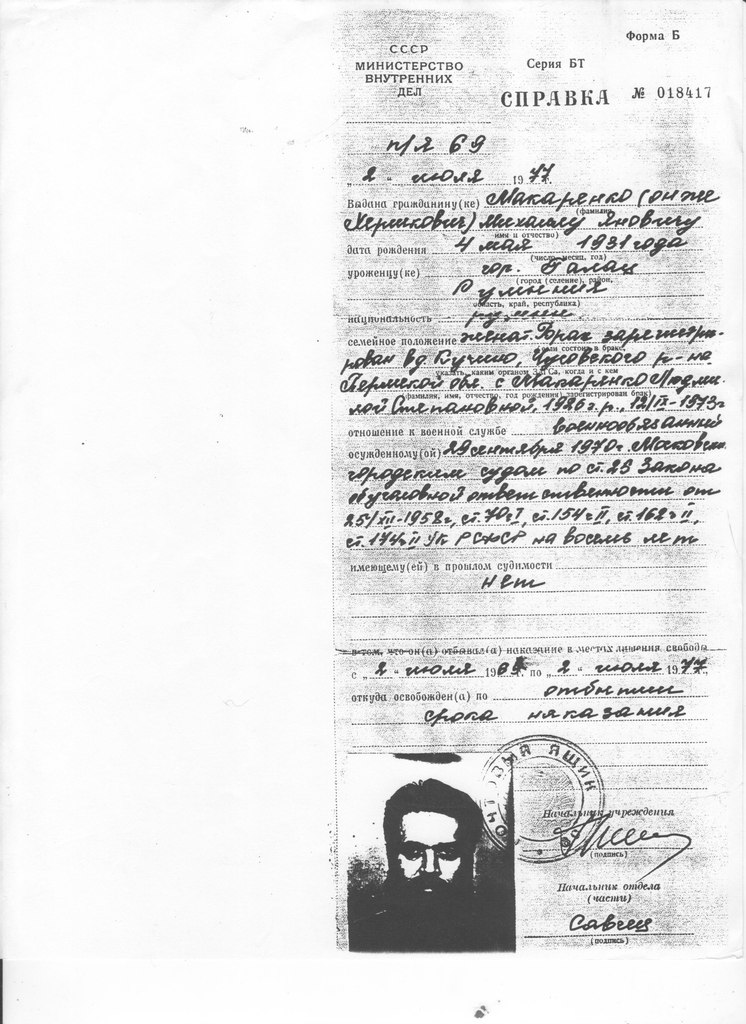
Справка об освобождении Макаренко (Хершковича) М. Я.

В июле 1977 года Макаренко вышел на свободу, получив пять лет поражения в правах с запретом селиться ближе 100 километров от крупных городов. Органы внутренних дел определили ему место жительства в городе Луга в 147 км от Ленинграда. Запрет на посещение Ленинграда и Москвы он нарушил почти сразу и регулярно посещал живущих в Ленинграде родных. Кроме того, он поддерживал контакты с диссидентами, в частности, организовал 22 апреля 1978 года захоронение символического праха жертв строительства Беломорканала у Кремлёвской стены.
В середине 1978 года органы госбезопасности поставили его перед выбором: эмиграция либо повторное заключение, Макаренко выбрал эмиграцию и был выслан из страны вместе с дочерью Ольгой и внуком Михаилом. Сотрудники госбезопасности высадили их из самолёта в Вене, откуда Макаренко с дочерью и внуком в том же 1978 году перебрались в Западную Германию. В 1980 году Макаренко, уже один, устроив дочь с внуком в Германии, переехал в США.
В США Макаренко участвовал в протестных акциях советских диссидентов, давал интервью масс-медиа, свидетельствовал перед официальными лицами США о событиях в СССР и положении заключённых в советских тюрьмах и лагерях. По-видимому, он также предпринимал усилия по розыску и возвращению предметов своей коллекции, в частности, сумел в начале перестройки отсудить украденную у него в Новосибирске картину Филонова.

## Смерть и память
Михаил Макаренко трагически погиб 15 марта 2007 года: он был убит на улице психически неуравновешенным незнакомцем. Суд признал убийцу невменяемым и отправил его на принудительное лечение на неопределённый срок.
Михаил Янович Макаренко похоронен в Вашингтоне, на православном участке кладбища Rock Creek, принадлежащем Свято-Иоанно-Предтеченскому Собору в Вашингтоне, прихожанином которого он был.
В 2014 году архив Макаренко был приобретён Гуверовским институтом, сведения о нём можно найти в сетевом каталоге The Online Archive of California.